# عمير (اسم)
أصل اسم عُمير  عربي، اسم علم مذكر عربي، ومعناه: تصغير اسم عمر، ومنه أشتق، عامر . وعمار وعمورة والعمري وعميروش وهذا الاسم كثير التداول بجميع البلدان العربية .

## الشخصيات
- عمير بن وهب
- عمير بن الحباب
- عمير بن أبي وقاص
- عمير بن سعد
- عمير بن الحمام
- عمير وائل أيوب الهندي